# Wittenberg (huyện)
Wittenberg là một huyện (Kreis) ở phía đông của Saxony-Anhalt, Đức. Các huyện giáp ranh (từ phía tây theo chiều kim đồng hồ) là: Anhalt-Bitterfeld, thành phố không thuộc huyện of Dessau-Roßlau, các huyện Potsdam-Mittelmark, Teltow-Fläming và Elbe-Elster ở Brandenburg, và huyện of Nordsachsen ở Bang tự do Saxony.

## Lịch sử
Năm 1994, huyện đã được sáp nhập với huyện Jessen và một phần nhỏ của huyện Gräfenhainichen. In 2007, 27 đô thị từ huyện cũ Anhalt-Zerbst đã được chuyển vào huyện Wittenberg.

## Địa lý
Sông chính chảy qua huyện này là Elbe và sông nhánh của nó Schwarze Elster.

## Thị xã và đô thị
Dân số thời điểm 30/6/2005.
| Thị xã tự do                                       |
| -------------------------------------------------- |
| 1. Jessen (Elster) (15,226) 2. Wittenberg (46,837) |

| Verwaltungsgemeinschaften | Verwaltungsgemeinschaften | Verwaltungsgemeinschaften |
| --- | --- | --- |
| - 1. Annaburg-Prettin 1. Annaburg1, 2 (3,762) 2. Axien (592) 3. Bethau (190) 4. Groß Naundorf (779) 5. Labrun (130) 6. Lebien (375) 7. Plossig (279) 8. Prettin2 (2,114) - 2. Coswig 1. Bräsen (165) 2. Coswig1, 2 (11,506) 3. Hundeluft (259) 4. Jeber-Bergfrieden (641) 5. Möllensdorf (177) 6. Ragösen (212) 7. Stackelitz (203) 8. Thießen (733) | - 3. Elbaue-Fläming 1. Boßdorf (617) 2. Dietrichsdorf (258) 3. Elster (Elbe) (2,643) 4. Gadegast (227) 5. Klöden (653) 6. Kropstädt (1,357) 7. Leetza (377) 8. Listerfehrda (366) 9. Mühlanger (1,477) 10. Naundorf bei Seyda (169) 11. Schützberg (162) 12. Straach (916) 13. Zahna1, 2 (4,440) 14. Zemnick (139) 15. Zörnigall (960) - 4. Kemberg 1. Dabrun (686) 2. Eutzsch (658) 3. Kemberg1, 2 (4,784) 4. Rackith (682) 5. Radis (1,354) 6. Rotta (892) 7. Schleesen (537) 8. Selbitz (410) 9. Uthausen (212) 10. Wartenburg (824) | - 5. Kurregion Elbe-Heideland 1. Bad Schmiedeberg1, 2 (4,217) 2. Korgau (347) 3. Meuro (620) 4. Pretzsch2 (1,662) 5. Priesitz (270) 6. Schnellin (330) 7. Söllichau (943) 8. Trebitz (1,311) - 6. Tor zur Dübener Heide 1. Gräfenhainichen1, 2 (7,817) 2. Möhlau (2,125) 3. Schköna (810) 4. Tornau (597) 5. Zschornewitz (2,943) - 7. Wörlitzer Winkel 1. Brandhorst (102) 2. Gohrau (427) 3. Griesen (364) 4. Horstdorf (633) 5. Kakau (609) 6. Oranienbaum1, 2 (3.439) 7. Rehsen (272) 8. Riesigk (215) 9. Vockerode (1,682) 10. Wörlitz2 (1,601) |
| 1thủ phủ của Verwaltungsgemeinschaft; 2thị xã | | |

Sau nghị quyết ngày 6 tháng 10 năm 2005, trong một cuộc cải cách đô thị, 26 thị trấn và đô thị lúc đó của Verwaltungsgemeinschaften Coswig và Wörlitzer Winkel, trước đây thuộc huyện Anhalt-Zerbst, đã được chuyển sang cho huyện Wittenberg từ ngày 1/7/2007.